# Petra (navn)
 For alternative betydninger, se Petra. (Se også artikler, som begynder med Petra)
Petra er et pigenavn, der er en feminin sideform til Peter. Navnet stammer fra græsk petra, der er en oversættelse af det aramæiske kefa, som betyder "sten" eller "klippe". Petrea og Petrine er varianter af navnet. Lidt flere end 1250 danskere bærer et af disse navne ifølge Danmarks Statistik.

## Kendte personer med navnet
- Petrine Agger, dansk skuespiller.
- Petra Kronberger, østrigsk skiløber.
- Petra Marklund, svensk sangerinde, optrådte tidligere under navnet September.
- Petra Nagel, dansk journalist og tv-vært.
- Petrine Sonne, dansk skuespiller.

## Navnet anvendt i fiktion
- Petra von Kants bitre tårer er en film fra 1972 af Rainer Werner Fassbinder. Det er efterfølgende også blevet til et teaterstykke.
- Petra er en figur i DR's tv-julekalender Absalons Hemmelighed fra 2006. Hun spilles af Sarah Boberg.
- Petrea er en figur i Henrik Hertz' skuespil Debatten i Politivennen.

## Andre anvendelser
- Petra er navnet på et kristent rockband.
- Petra er en oldtidsby i Jordan.
- Petrea er en planteslægt i Jernurt-familien.